# Centro Cultural y Democrático Punta del Este
El Centro Cultural y Democrático Punta del Este es un club de fútbol uruguayo fundado en 1952 de la ciudad de Punta del Este, en el departamento de Maldonado. Actualmente integra la Primera División de la Liga Mayor de Fútbol de Maldonado.

## Reseña histórica
Se fundó el 10 de noviembre de 1952 por la unión de dos clubes de la zona; el Centro Social Cultural y Democrático (15 de agosto de 1933) y el CA Punta del Este (16 de mayo de 1945) para competir en el fútbol fernandino. Estuvo ligado también desde el 2004 y por un corto período con el Deportivo Maldonado, la fusión estuvo solo vigente mientras militó en la Primera División Profesional de Uruguay.
En el ámbito local compitió de la extinta Liga Capital de Fútbol de Maldonado obteniendo varios títulos, el primero de ellos en 1954. Ha participado en la Copa El País en varias oportunidades, torneo que reúne a los equipos del interior de Uruguay logrando el campeonato en 1992 y 1997. Ese último año también participó de la Liguilla Pre-Libertadores de la AUF.
Hoy compite en primera división de la Liga Mayor de Fútbol de Maldonado, liga resultado de la unión de Liga Capital de Fútbol de Maldonado con Liga Carolina de Fútbol de la ciudad

## Estadio
Cuenta con estadio propio, el Complejo Deportivo Beverly Hills. Ubicado en el barrio Beverly Hills de la ciudad de Punta del Este (Departamento de Maldonado) el mismo cuenta con una capacidad para 3.000 espectadores sentados.
Cuenta además dentro del Complejo con una cancha auxiliar con medidas reglamentarias, dos canchas auxiliares para prácticas,   una cancha techada de césped artificial, y batería de vesturarios. Siendo uno de los complejos más importantes del interior del Uruguay. 

## Palmarés

### Campeonatos locales
- Liga Capital de Fútbol de Maldonado (10): 1954, 1962, 1967, 1976, 1979, 1989, 1990, 1991  1993 y 2019.
- Liga Mayor de Fútbol de Maldonado: No ha ganado aún

### Campeonatos Nacionales
- Copa Nacional de Clubes (2): 1992 y 1997.

### Campeonatos Departamentales
- Campeón Departamental Experimental U16.: 2022.

Entrenadores Referentes
•Bruno Díaz Santana (2022-act.) 
•Juan Fco. Díaz (2022)